# Gaudí a la millor pel·lícula europea
La següent llista és la de les pel·lícules nominades i guanyadores del Premi Gaudí a la Millor pel·lícula europea, des de l'any 2009, quan es van crear.

## Palmarès

### Dècada dels 2000
| Any  | Pel·lícula                         | Pel·lícula              | País                         | Director/s      |
| Any  | Títol                              | Títol original          | País                         | Director/s      |
| ---- | ---------------------------------- | ----------------------- | ---------------------------- | --------------- |
| 2009 | Camino                             | Camino                  | Espanya                      | Javier Fesser   |
| 2009 | Ne touchez pas la hache            | Ne touchez pas la hache | França · Itàlia              | Jacques Rivette |
| 2009 | Happy: un conte sobre la felicitat | Happy-Go-Lucky          | Regne Unit                   | Mike Leig       |
| 2009 | Brideshead Revisited               | Brideshead Revisited    | Regne Unit · Itàlia · Marroc | Julian Jarrold  |

### Dècada dels 2010
| Any  | Pel·lícula                     | Pel·lícula                     | País                                       | Director/s                    |
| Any  | Títol                          | Títol original                 | País                                       | Director/s                    |
| ---- | ------------------------------ | ------------------------------ | ------------------------------------------ | ----------------------------- |
| 2010 | Låt den rätte komma in         | Låt den rätte komma in         | Suècia                                     | Tomas Alfredson               |
| 2010 | Benvinguts al nord             | Bienvenue chez les Ch'tis      | França                                     | Dany Boon                     |
| 2010 | Moon                           | Moon                           | Regne Unit                                 | Duncan Jones                  |
| 2010 | Slumdog Millionaire            | Slumdog Millionaire            | Regne Unit                                 | Danny Boyle                   |
| 2011 | Das weiße Band                 | Das weiße Band                 | Alemanya · Àustria · França · Itàlia       | Michael Haneke                |
| 2011 | El concert                     | Le Concert                     | França · Itàlia · Romania · Bèlgica        | Radu Mihaileanu               |
| 2011 | L'escriptor                    | The Ghost Writer               | França Alemanya Regne Unit                 | Roman Polanski                |
| 2011 | Inception                      | Inception                      | Estats Units · Regne Unit                  | Christopher Nolan             |
| 2012 | El discurs del rei             | The King's Speech              | Regne Unit · Austràlia                     | Tom Hooper                    |
| 2012 | Melancolia                     | Melancholia                    | Dinamarca · Suècia · França · Alemanya     | Lars von Trier                |
| 2012 | No habrá paz para los malvados | No habrá paz para los malvados | Espanya                                    | Enrique Urbizu                |
| 2012 | Pina                           | Pina                           | Alemanya                                   | Wim Wenders                   |
| 2013 | The Impossible                 | The Impossible                 | Espanya                                    | Juan Antonio Bayona           |
| 2013 | Le Havre                       | Le Havre                       | Finlàndia · França · Alemanya              | Aki Kaurismäki                |
| 2013 | Intocable                      | Intouchables                   | França                                     | Olivier Nakache Eric Toledano |
| 2013 | Dans la maison                 | Dans la maison                 | França                                     | François Ozon                 |
| 2014 | Amour                          | Amour                          | Àustria França Alemanya                    | Michael Haneke                |
| 2014 | Hannah Arendt                  | Hannah Arendt                  | Alemanya · França · Luxemburg              | Margarethe von Trotta         |
| 2014 | La herida                      | La herida                      | Espanya                                    | Fernando Franco               |
| 2014 | La vie d'Adèle                 | La vie d'Adèle                 | França                                     | Abdellatif Kechiche           |
| 2015 | La grande bellezza             | La grande bellezza             | Itàlia                                     | Paolo Sorrentino              |
| 2015 | Ida                            | Ida                            | Polònia                                    | Paweł Pawlikowski             |
| 2015 | La isla mínima                 | La isla mínima                 | Espanya                                    | Alberto Rodríguez             |
| 2015 | Magical Girl                   | Magical Girl                   | Espanya                                    | Carlos Vermut                 |
| 2016 | Mandarines                     | Mandariinid                    | Estònia Geòrgia                            | Zaza Urushadze                |
| 2016 | Orgull                         | Pride                          | Regne Unit                                 | Matthew Warchus               |
| 2016 | Viatge a Sils Maria            | Sils Maria                     | França                                     | Olivier Assayas               |
| 2016 | Força major                    | Turist                         | Suècia                                     | Ruben Östlund                 |
| 2017 | Elle                           | Elle                           | França · Alemanya                          | Paul Verhoeven                |
| 2017 | Mustang                        | Mustang                        | França · Alemanya · Turquia · Qatar        | Deniz Gamze Ergüven           |
| 2017 | Saul fia                       | Saul fia                       | Hongria                                    | László Nemes                  |
| 2017 | The lobster                    | The lobster                    | Grècia Regne Unit · França · Països Baixos | Yorgos Lanthimos              |
| 2018 | Dunkirk                        | Dunkirk                        | Estats Units · Regne Unit · França         | Christopher Nolan             |
| 2018 | La tortue rouge                | La tortue rouge                | FrançaJapó · Bèlgica                       | Michael Dudok de Wit          |
| 2018 | Lady Macbeth                   | Lady Macbeth                   | Regne Unit                                 | William Oldroyd               |
| 2018 | Toni Erdmann                   | Toni Erdmann                   | Alemanya                                   | Maren Ade                     |
| 2019 | Cold War                       | Zimna wojna                    | Polònia                                    | Paweł Pawlikowski             |
| 2019 | Call me by your name           | Chiamami col tuo nome          | Itàlia                                     | Luca Guadagnino               |
| 2019 | Visages villages               | Visages villages               | França                                     | Agnès Varda i JR              |
| 2019 | El hilo invisible              | Phantom Thread ouLe Fil caché  | Regne Unit · Estats Units                  | Paul Thomas Anderson          |

### Dècada dels 2020
| Any                    | Pel·lícula                     | Pel·lícula                          | País                                | Director/s                                     |
| Any                    | Títol                          | Títol original                      | País                                | Director/s                                     |
| ---------------------- | ------------------------------ | ----------------------------------- | ----------------------------------- | ---------------------------------------------- |
| 2020                   | Lo que arde                    | O que arde                          | Espanya · França · Luxemburg        | Óliver Laxe                                    |
| 2020                   | The Favourite                  | The Favourite                       | Regne Unit · Estats Units · Irlanda | Yorgos Lanthimos                               |
| 2020                   | Lazzaro feliz                  | Lazzaro felice                      | Itàlia                              | Alice Rohrwacher                               |
| 2020                   | Retrato de una mujer en llamas | Portrait de la jeune fille en feu   | França                              | Céline Sciamma                                 |
| 2021                   | Sorry we missed you            | Sorry we missed you                 | Regne Unit                          | Ken Loach                                      |
| 2021                   | Little Joe                     | Little Joe                          | Àustria · Alemanya · Regne Unit     | Jessica Hausner                                |
| 2021                   | Longa noite                    | Longa noite                         | Espanya                             | Eloy Enciso                                    |
| 2021                   | Om det oändliga                | Om det oändliga                     | Suècia                              | Roy Andersson                                  |
| 2022                   | Druk                           | Druk                                | Dinamarca                           | Thomas Vinterberg                              |
| 2022                   | Annette                        | Annette                             | França                              | Leos Carax                                     |
| 2022                   | Quo Vadis, Aida?               | Quo Vadis, Aida?                    | Bòsnia i Hercegovina                | Jasmila Žbanić                                 |
| 2022                   | Titane                         | Titane                              | França · Bèlgica                    | Julia Ducournau                                |
| 2023                   | Cinco lobitos                  | Cinco lobitos                       | Espanya                             | Alauda Ruiz de Azúa                            |
| 2023                   | La isla de Bergman             | La isla de Bergman                  | França                              | Mia Hansen-Løve                                |
| 2023                   | La peor persona del mundo      | La peor persona del mundo           | França                              | Joachim Trier                                  |
| 2023                   | Petite Maman                   | Petite Maman                        | França                              | Céline Sciamma                                 |
| 2024                   | La societat de la neu          | La sociedad de la nieve             | Espanya                             | Juan Antonio Bayona                            |
| 2024                   | Postsolar                      | Aftersun                            | Regne Unit                          | Charlotte Wells                                |
| 2024                   | El triangle de la tristesa     | Triangle of Sadness                 | Suècia                              | Ruben Östlund                                  |
| 2024                   | Les vuit muntanyes             | Le otto montagne                    | Itàlia                              | Charlotte Vandermeersch i Felix van Groeningen |
| 2024                   | Close                          | Close                               | Bèlgica                             | Lukas Dhont                                    |
| 2025                   |                                |                                     |                                     |                                                |
| Anatomia d'una caiguda | Anatomie d'une chute           | França                              | Justine Triet                       |                                                |
| La zona d'interès      | The zone of interest           | Regne Unit · Estats Units · Polònia | Jonathan Glazer                     |                                                |
| Fulles caigudes        | Kuolleet lehdet                | Finlàndia                           | Aki Kaurismäki                      |                                                |
| Poor things            | Poor things                    | Regne Unit · Estats Units · Irlanda | Iorgos Lànthimos                    |                                                |